# Rauruwer
Die Rauruwer ist ein orografisch rechter Zufluss der Ruwer im rheinland-pfälzischen Teil des Naturparks Saar-Hunsrück.
Sie entspringt bei Kell am See und fließt in westlicher Richtung zur Hedderter Mühle, wo von links der Neukreutzbach zufließt. Nach der Unterquerung der L 143 fließt die Rauruwer in Richtung der Hinzenburger Mühle, wo sie in die Ruwer mündet.